# Lijst van gemeentelijke monumenten in Wenum-Wiesel
Het dorp Wenum-Wiesel, onderdeel van de gemeente Apeldoorn, kent 20 gemeentelijke monumenten. Hieronder een overzicht.
| Object                               | Bouwjaar | Architect | Locatie                    | Coördinaten                   | Nr.              | Afbeelding                           |
| ------------------------------------ | -------- | --------- | -------------------------- | ----------------------------- | ---------------- | ------------------------------------ |
| Schaapskooi                          |          |           | Greutelseweg               |                               | 0200/wikinr_176  | Upload foto                          |
| Landhuis 't Hommelsnest'             |          |           | Greutelseweg 45            | 52° 15' 26" NB, 5° 55' 11" OL | 0200/wikinr_177  | Landhuis 't Hommelsnest'             |
|                                      |          |           | Greutelseweg 49            | 52° 15' 25" NB, 5° 55' 15" OL | 0200/wikinr_178  |                                      |
| Landhuis 't Olde Loover'             |          |           | Greutelseweg 52            | 52° 15' 21" NB, 5° 55' 14" OL | 0200/wikinr_179  | Landhuis 't Olde Loover'             |
| Landhuis 'De Ploeg'                  |          |           | Greutelseweg 61            | 52° 15' 16" NB, 5° 55' 24" OL | 0200/wikinr_180  | Landhuis 'De Ploeg'                  |
|                                      |          |           | Greutelseweg 62            | 52° 15' 10" NB, 5° 55' 26" OL | 0200/wikinr_181  |                                      |
| Boerderij 'Groenevelt'               |          |           | Groeneveltweg 2            | 52° 16' 9" NB, 5° 57' 32" OL  | 0200/wikinr_184  | Boerderij 'Groenevelt'               |
| Landhuis                             |          |           | Kopermolenweg 10           | 52° 15' 34" NB, 5° 56' 38" OL | 0200/wikinr_370  | Landhuis                             |
| Wijer, beek, brug, rosmolen          |          |           | Oude Zwolsewe bij 160      |                               | 0200/wikinr_478  | Wijer, beek, brug, rosmolen          |
| Transformatorhuisje                  |          |           | Oude zwolseweg/Papegaaiweg | 52° 15' 21" NB, 5° 57' 55" OL | 0200/wikinr_479  | Transformatorhuisje                  |
| Schaapskooi                          |          |           | Wieselse Enkweg bij 37     |                               | 0200/wikinr_771  | Upload foto                          |
| Boerderij                            |          |           | Wieselse Enkweg 50         | 52° 15' 26" NB, 5° 56' 16" OL | 0200/wikinr_772  | Boerderij                            |
| Landhuis                             |          |           | Wieselse Kampweg 102       | 52° 15' 5" NB, 5° 55' 55" OL  | 0200/wikinr_773  | Landhuis                             |
| Toegangspoort Rotterdamse Kopermolen |          |           | Zwolseweg bij 415          |                               | 0200/wikinr_837  | Toegangspoort Rotterdamse Kopermolen |
| Kosterwoning;                        |          |           | Zwolseweg 381-383          | 52° 15' 8" NB, 5° 57' 6" OL   | 0200/wikinr_839  | Kosterwoning;                        |
| Helft dubbel woonhuis                |          |           | Papegaaiweg 105/107        | 52° 15' 19" NB, 5° 57' 55" OL | 0200/wikinr_1137 | Helft dubbel woonhuis                |
| Jachtopzienerswoning                 |          |           | Wieselseweg 128/130        | 52° 15' 9" NB, 5° 55' 11" OL  | 0200/wikinr_1210 | Jachtopzienerswoning                 |